# William R. Badger

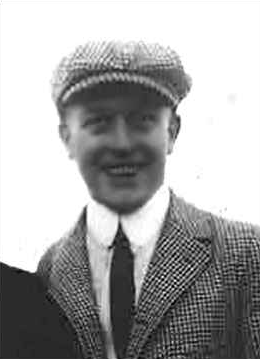
Retrato de William R. Badger

William R. Badger (1886 – 15 de agosto de 1911) foi um aviador pioneiro. Ele e o seu colega aviador, St. Croix Johnstone, de Chicago, morreram em dois incidentes separados no mesmo dia no Encontro Internacional de Aviação de Chicago de 1911, em Grant Park.